# Kim Lake
Kim Lake är en sjö i Kanada.   Den ligger i provinsen British Columbia, i den sydvästra delen av landet, 3 700 km väster om huvudstaden Ottawa. Kim Lake ligger 1 041 meter över havet.
I omgivningarna runt Kim Lake växer i huvudsak barrskog. Runt Kim Lake är det mycket glesbefolkat, med 3 invånare per kvadratkilometer.